# Abu Bakr al-Baghdadi
Ibrāhīm ʿAwed Ibrāhīm ʿAlī al-Badrī al-Sāmarrāʾī o semplicemente Ibrāhīm al-Badrī (Samarra, 28 luglio 1971 – Barisha, 27 ottobre 2019) è stato un terrorista iracheno, noto universalmente col nome di battaglia di Abū Bakr al-Baghdādī, 1º califfo dello Stato Islamico (ISIS), entità statuale non riconosciuta sorta nel giugno 2014 in alcuni territori tra l'Iraq nord-occidentale e la Siria orientale, di cui era considerato il leader.

## Biografia
Abū Bakr al-Baghdādī, nato Ibrāhīm ʿAwwād Ibrāhīm ʿAlī al-Badrī al-Sāmarrāʾī, noto anche come Dr. Ibrāhīm o Abū Duʿāʾ (in arabo أبو دعاء‎?) è stato considerato unanimemente il capo del sedicente Stato Islamico dell'Iraq e del Levante, organizzazione jihadista terroristica e fondamentalista attiva in Iraq, Siria, Libia, Mali e, in maniera discontinua, in Tunisia.
Secondo una sua biografia postata su Internet nel 2013 da un militante dell'ISIS, Abū Bakr al-Baghdādī ha conseguito un PhD in Studi islamici presso l'Università di Scienze Islamiche di al-Aʿẓamiyya (trascritta in inglese "Adhamiya"), un sobborgo di Baghdad, ma in realtà i suoi studi rientrano nel campo del diritto.
Secondo alcune fonti Al-Baghdādī sarebbe stato imam all'epoca della invasione statunitense dell'Iraq del 2003, e ben presto entrò nei ranghi di al-Qāʿida, sempre in Iraq, quando essa era diretta dal giordano Abū Muṣʿab al-Zarqāwī. In seguito divenne noto come l'Emiro di Rāwa, nonché «colui che presiede tribunali religiosi volti a giudicare i cittadini accusati di aiutare il governo iracheno e le forze della coalizione; organizza il rapimento di singoli o intere famiglie, organizza l'accusa, pronuncia le sentenze e quindi li fa giustiziare pubblicamente», non esitando a far uccidere i sostenitori del regime iracheno presieduto da Nūrī al-Mālikī.

### Prigioniero nelle carceri statunitensi
Bakr al-Baghdadi fu arrestato nei pressi di Falluja il 2 febbraio 2004 dalle forze irachene e, secondo i dati del Dipartimento USA della difesa, incarcerato presso il centro di detenzione statunitense di Camp Bucca e Camp Adder fino al dicembre 2004, con il nome di Ibrahim Awad Ibrahim al-Badry (al-Badrī) e sotto l'etichetta di "internato civile". Tuttavia venne rilasciato nel dicembre dello stesso anno, in seguito all'indicazione della commissione Combined Review and Release Board, che ne raccomandò il «rilascio incondizionato», riconoscendolo un «prigioniero di basso livello». La scelta della liberazione ha destato numerose perplessità dando adito ad alcune teorie del complotto, oltre a suscitare il vivo stupore del colonnello Kenneth King, tra gli ufficiali di comando a Camp Bucca nel periodo di detenzione di al-Baghdādī.
Il 16 maggio 2010, un comunicato del Consiglio Consultivo dello Stato Islamico dell'Iraq annunciò la nomina a "Emiro dello Stato Islamico" di Abū Bakr al-Baghdādī al-Ḥusaynī al-Qurashī al posto di Abū ʿOmar al-Baghdādī, ucciso il 18 aprile di quello stesso anno in un'operazione congiunta delle forze irachene e statunitensi.

### Proclamazione del "Califfato"
Il 29 giugno del 2014, Abū Bakr al-Baghdādī viene proclamato "Califfo" dello Stato Islamico dell'Iraq e del Levante. Il giorno 5 luglio egli si mostra in pubblico per la prima volta e rivolge un'allocuzione dall'interno della Grande moschea al-Nūrī (in arabo جامع النوري‎?, Jāmiʿ al-Nūrī) fatta costruire dal sultano zengide Norandino (Nūrī al-Dīn Zengī), a Mosul: città conquistata dalle milizie di al-Baghdādī, che chiamò quindi all'obbedienza nei suoi confronti e per l'affermazione della sua causa tutti i musulmani del mondo.
L'autoproclamazione non basta a rendere legittimo il suo preteso Califfato, dal momento che - al di là delle oscure modalità della sua "scelta" (ikhtiyār), che dovrebbe essere effettuata invece da un "Consiglio della Shūra" (assolutamente inesistente) - manca del tutto qualsiasi parere favorevole in merito espresso dalla comunità dei dotti (ʿulamāʾ) del mondo sunnita e di quelli, in particolare, della moschea-università di al-Azhar, o di quella della Qarawiyyīn di Fez o della Zaytūna di Tunisi.
Manca inoltre il riconoscimento esplicito o implicito della comunità dei musulmani, esprimibile attraverso una necessaria bayʿa (giuramento di lealtà) da parte di una rappresentanza qualificata dei fedeli di ogni Paese che riconosca come valido il Califfato. Tale legittimità viene semmai certificata dalla khuṭba della preghiera canonica del mezzogiorno di venerdì, che deve essere pronunciata dall'imam che guida la preghiera collettiva in nome del Califfo riconosciuto come tale: condizione non assolta invece in alcuna parte del mondo islamico estraneo ai territori controllati dall'ISIS/ISIL.
In merito si è espresso, negativamente, anche il "Mufti informatico" egiziano Yusuf al-Qaradawi, dichiarando sciariaticamente "nulla" e "non valida" la dichiarazione di Abū Bakr al-Baghdādī e potenzialmente dannosa per i musulmani sunniti, tra cui quelli iracheni stessi. Il "Califfo" non si è limitato a dichiararsi Califfo ma ha velleitariamente affermato che avrebbe conquistato Roma e che l'Europa sarebbe stata assoggettata all'Islam, riprendendo una formula retorica ampiamente in uso in età musulmana classica, quando peraltro con "Roma" si alludeva in realtà a Costantinopoli.

## Attività terroristiche
Nell'autunno del 2010, lo Stato Islamico dell'Iraq moltiplicò gli attacchi contro elementi cristiani e sciiti accusati di collaborare con il governo iracheno e le forze della coalizione. Il 31 ottobre 2010, vigilia della festività cristiana di Ognissanti, l'organizzazione prese in ostaggio i presenti nella cattedrale di Baghdad. L'azione si concluse in un bagno di sangue, con 46 persone uccise, fra cui due sacerdoti e 7 poliziotti. Il 3 novembre 2010, lo Stato Islamico dell'Iraq rivendicò la responsabilità del massacro.
Numerosi furono gli attentati organizzati dalla sua organizzazione nel periodo successivo. Di particolare gravità fu l'attacco effettuato il 18 gennaio 2011 da un kamikaze che si fece esplodere in mezzo a un gruppo di reclute della polizia di Tikrit, provocando una cinquantina di morti. Il giorno seguente un altro kamikaze lanciò un'ambulanza piena di esplosivo contro l'ingresso di una base delle forze di sicurezza a Baʿqūba. Lo Stato Islamico dell'Iraq rivendicò entrambi gli attacchi.
Il 9 maggio 2011, Abū Bakr al-Baghdādī annunciò in un comunicato la sua alleanza con Ayman al-Ẓawāhirī, il successore di Osama bin Lāden come il leader di al-Qāʿida dopo la morte di quest'ultimo il 2 maggio 2011. L'"Emiro" dello Stato Islamico dell'Iraq riaffermò la lealtà del suo gruppo nei confronti della direzione centrale di al-Qāʿida, giurando di voler vendicare la morte del suo antico capo. Il gruppo rivendicò in tale occasione un attacco suicida eseguito il 5 maggio 2011 contro un posto di polizia ad al-Ḥilla, a sud di Baghdad, che aveva provocato la morte di 24 poliziotti, fra cui cinque capitani e due tenenti.
Dall'ottobre 2011 figurò tra i terroristi maggiormente ricercati dal governo statunitense, che in seguito offrì per la sua cattura una taglia di 25 milioni di dollari, pari a quella stabilita per il terrorista egiziano Ayman al-Ẓawahiri.
Quando annunciò la costituzione dell'ISIS, Abū Bakr al-Baghdādī stabilì che la fazione jihadista attiva nella guerra civile siriana di Jabhat al-Nuṣra — definita anche "Fronte al-Nuṣra" - doveva essere considerata un'estensione dell'ISIS in Siria e che dovesse quindi fondersi con essa. Il leader del Jabhat al-Nuṣra, Abū Muḥammad al-Jawlānī, contrastò questa pretesa di fusione tra i due gruppi sotto il comando di Abū Bakr al-Baghdādī e si appellò al giudizio supremo dell'"emiro" di al-Qāʿida, Ayman al-Ẓawāhiri, che stabilì che l'ISIS dovesse essere abolito e che Abū Bakr al-Baghdādī dovesse limitare le attività del proprio gruppo al solo Iraq. Abū Bakr al-Baghdādī, tuttavia, respinse il deliberato e l'autorità di al-Ẓawahiri e assunse il controllo del Jabhat al-Nuṣra, l'80% circa dei cui militanti era di provenienza straniera. Nel gennaio 2014, l'ISIS espulse il Jabhat al-Nuṣra dalla città siriana di Raqqa, e in quello stesso mese scontri fra ISIS e il Jabha nel governatorato di Deir el-Zor provocarono la morte di centinaia di militanti di entrambe le fazioni e costrinsero alla fuga decine di migliaia di abitanti della città. Nel febbraio 2014, al-Qāʿida ruppe qualsiasi relazione con l'ISIS.
Numerose sono state le notizie sul ferimento, la cattura o l'uccisione di al-Baghdādī, come spesso avviene per i più importanti ricercati internazionali. Il 2 dicembre 2012 si sparse la voce che Abū Bakr al-Baghdādī fosse stato catturato a nord di Baghdad. Un comunicato diffuso dalla catena televisiva irachena al-ʿIrāqiyya ne dette la notizia ma furono presto espressi dubbi sulla sua veridicità e altre fonti affermarono che la persona arrestata fosse un esponente della nebulosa terroristica che si nasconde dietro la sigla di "Stato Islamico dell'Iraq", senza però che la sua identità fosse rivelata. Il 7 dicembre 2012, lo Stato Islamico dell'Iraq smentì l'arresto del suo "Emiro".
Nel mese di novembre 2014, fu annunciato da Al Jazeera che fonti irachene avevano assicurato l'avvenuto ferimento di Abū Bakr al-Baghdādī e l'uccisione del suo vice Musallam al-Turkumanī nel corso di un raid aereo organizzato e portato a termine, tra la notte di venerdì 7 novembre e il sabato 8 novembre, dalle forze irachene sulla località di al-Qāʾim, città situata sul confine tra Iraq e Siria. La notizia non fu però confermata dalle fonti statunitensi, impossibilitate a controllarla.
Il 21 aprile 2015 un articolo sul settimanale statunitense Newsweek, citando una fonte ufficiale irachena, ha affermato che il "Califfo" sarebbe stato gravemente ferito in un'azione di bombardamento delle forze statunitensi il 18 marzo 2015 nella località di al-Baʿāj (in arabo البعاج‎?, in inglese Al-Baaj), facente parte del governatorato di Ninive, al confine con la Siria. In attesa della sua guarigione, le forze di Daesh sarebbero state guidate ad interim da Abū ʿAlāʾ al-ʿAfrī (in arabo أبو علاء العفري‎?), vice di Abū Bakr al-Baghdādī, precedentemente docente di Fisica.
Il 13 maggio 2015, fonti irachene hanno diffuso la notizia secondo cui lo stesso al-ʿAfrī sarebbe rimasto a sua volta ucciso in una moschea di Tell ‘Afar, a ovest di Mawsil (governatorato di Ninive), in un bombardamento delle forze della coalizione.
Nel 2017 l'intelligence russa sospettò di aver ucciso il leader fondamentalista in un bombardamento avvenuto il 28 maggio di quell'anno a Raqqa tuttavia tale notizia sarebbe stata smentita dalle autorità statunitensi.

## Morte
Il 27 ottobre 2019 fonti militari e giornalistiche statunitensi annunciano l'uccisione di Al-Baghdadi in un raid avvenuto a Barisha, un villaggio di circa mille abitanti situato nel nord-ovest della Siria, nei pressi di Idlib e a cinque chilometri dal confine con la Turchia.
In una dichiarazione stampa il presidente degli Stati Uniti d'America Donald Trump ha confermato la morte di al-Baghdādī in un'operazione militare condotta dagli statunitensi: al-Baghdādī si sarebbe fatto saltare in aria con una cintura esplosiva insieme a due dei suoi figli. Nel blitz, avvenuto poco dopo la mezzanotte italiana della notte tra il 26 e il 27 ottobre 2019 e durato circa due ore, sarebbero morti anche due delle sue mogli e numerosi miliziani. Durante la stessa notte ma in un'altra operazione, viene ucciso anche Abū Ḥasan al-Muhājir, suo braccio destro nonché portavoce dell'organizzazione.
La conferma ufficiale da parte del presidente USA è giunta già alle ore 2:23 (ora italiana) dello stesso giorno. La certezza definitiva relativa all'identità dell'obiettivo colpito è stata raggiunta tramite il risultato dell'analisi del DNA sulla base di un campione fornito da un informatore il quale avrebbe ricevuto anche la taglia di 25 milioni di dollari pendente sul ricercato internazionale. Anche la sua stessa organizzazione confermò la morte del proprio leader e nel contempo comunicò la successione di Abu Ibrahim al-Hashimi al-Qurashi in qualità di nuovo "califfo".

## Teorie del complotto
Alcuni cospirazionisti nel mondo arabo hanno avanzato l'ipotesi che dietro lo Stato Islamico ci siano gli Stati Uniti, che così facendo intenderebbero destabilizzare ulteriormente il Vicino Oriente a proprio vantaggio.
Le prime ipotesi in tal senso furono pubblicate nel luglio 2014 dal Gulf Daily News, una testata che ha sede nel Bahrein. Dopo che tali indiscrezioni cominciarono a guadagnare qualche consenso, l'ambasciata statunitense in Libano ha emesso un comunicato ufficiale in cui negava le accuse, definendole una totale invenzione.
Un'altra teoria complottista afferma che Abū Bakr al-Baghdādī è in realtà un attore e agente israeliano del Mossad, chiamato "Simon Elliot". Chi condivise questa asserzione sostenne anche che tale notizia deriverebbe dai documenti scoperti da Edward Snowden, ma l'avvocato di quest'ultimo ha definito tutta la vicenda "una bufala".
Secondo il New York Times, un precedente presunto capo dello Stato Islamico dell'Iraq, un certo ʿAbd Allāh Rashīd al-Baghdādī, dal nome analogo a quello di Abū Bakr, sarebbe stato una "finzione" e vi sarebbero stati "dubbi sulla sua esistenza", a detta del generale di brigata Kevin Bergner e dell'ex ufficiale della CIA Bruce Riedel. Secondo l'ex ufficiale della CIA, la figura di al-Baghdādī, in realtà a suo dire deceduto, sarebbe stata una "storia di copertura" (cover story), al fine di "proteggere un reale capo esistente".
Ad alimentare ulteriormente le teorie complottiste si menzionano le già citate vicende relative al rilascio di al-Baghdādī dai centri di detenzione statunitensi con la classificazione di «prigioniero di basso livello», l'incertezza sul suo effettivo periodo di detenzione, e le circostanze poco chiare che hanno determinato la sua autoproclamazione a califfo, a cui si aggiungono anche le dichiarazioni incongruenti di Donald Trump durante l'annuncio della morte del ricercato: il presidente avrebbe infatti dichiarato che il terrorista sarebbe morto "piangendo e urlando" benché sia noto che le immagini giunte nella situation room fossero prive di audio, mentre i video effettuati dalle telecamere sugli elmetti dei soldati sul campo sarebbero giunti al presidente solo dopo l'annuncio in diretta televisiva.